# Sénat (Jordanie)
Pour les autres articles nationaux ou selon les autres juridictions, voir Sénat.
30e législature
Édifice du parlement
Le Sénat (en arabe : الأعيان الأردني, Majlis al-Ayan) est la chambre haute de l'Assemblée nationale, le parlement bicaméral de la Jordanie. Il est composé de personnages éminents et doté de compétences législatives aussi fortes que celles de la Chambre des représentants. Il a été conçu comme une « Chambre des sages », censée apporter de la modération face à la chambre basse.

## Composition
Le Sénat compte 69 membres, tous nommés par le roi, y compris son président ; le dernier Sénat a été formé le 24 octobre 2024 avec pour président Faisal Al-Fayez. Selon la Constitution, le nombre total des sénateurs ne doit pas être supérieur à la moitié du nombre de députés. Il inclut plusieurs femmes.

## Nomination
Les sénateurs sont nommés parmi :
- les ministres et anciens ministres ;
- les anciens ambassadeurs et ministres plénipotentiaires ;
- les anciens présidents de la Chambre des représentants ;
- les anciens présidents et les juges à la Cour de cassation, aux cours d'appel civiles et de la Charia ;
- les officiers en retraite à partir du rang de lieutenant-général ;
- les anciens députés ayant effectué au moins deux mandats ;
- les personnalités ayant rendu des services à la Nation et au pays.

La durée du mandat est de quatre ans, le mandat est renouvelable.
L'âge minimum est 40 ans.
Le mandat est incompatible avec l'appartenance à la fonction publique.